# Кермарья-Сюлар
Кермарья́-Сюла́р (фр. Kermaria-Sulard, брет. Kervaria-Sular) — коммуна во Франции, находится в регионе Бретань. Департамент — Кот-д’Армор. Входит в состав кантона Перрос-Гирек. Округ коммуны — Ланьон.
Код INSEE коммуны — 22090.

## География
Коммуна расположена приблизительно в 420 км к западу от Парижа, в 145 км северо-западнее Ренна, в 55 км к северо-западу от Сен-Бриё.

## Население
Население коммуны на 2016 год составляло 1 045 человек.
| 1962 | 1968 | 1975 | 1982 | 1990 | 1999 | 2008 | 2016 |
| ---- | ---- | ---- | ---- | ---- | ---- | ---- | ---- |
| 537  | 478  | 460  | 632  | 648  | 745  | 958  | 1045 |

## Экономика
В 2007 году среди 588 человек в трудоспособном возрасте (15—64 лет) 436 были экономически активными, 152 — неактивными (показатель активности — 74,1 %, в 1999 году было 72,6 %). Из 436 активных работали 404 человека (206 мужчин и 198 женщин), безработных было 32 (13 мужчин и 19 женщин). Среди 152 неактивных 36 человек были учениками или студентами, 85 — пенсионерами, 31 были неактивными по другим причинам.

## Фотогалерея

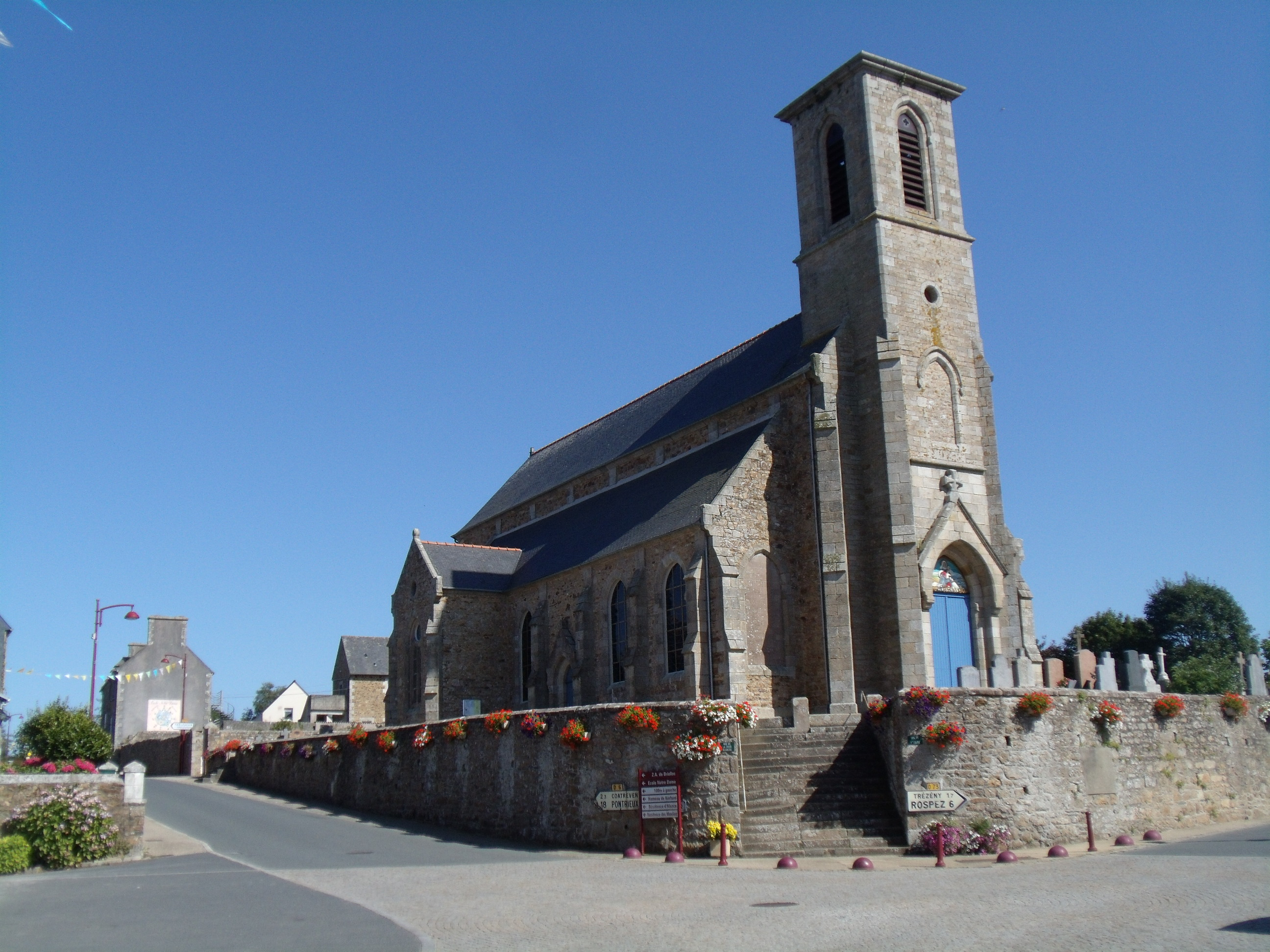
Церковь Нотр-Дам-де-ла-Жуа
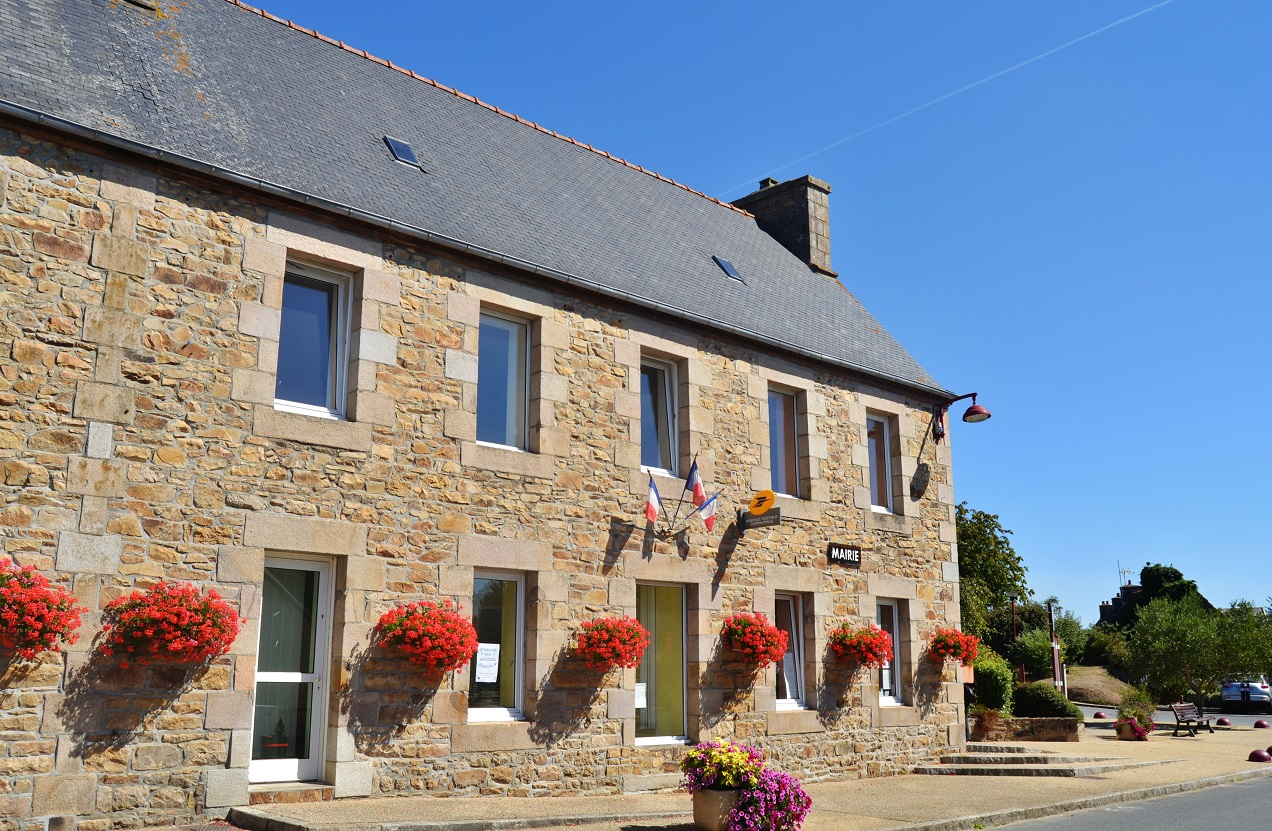
Мэрия
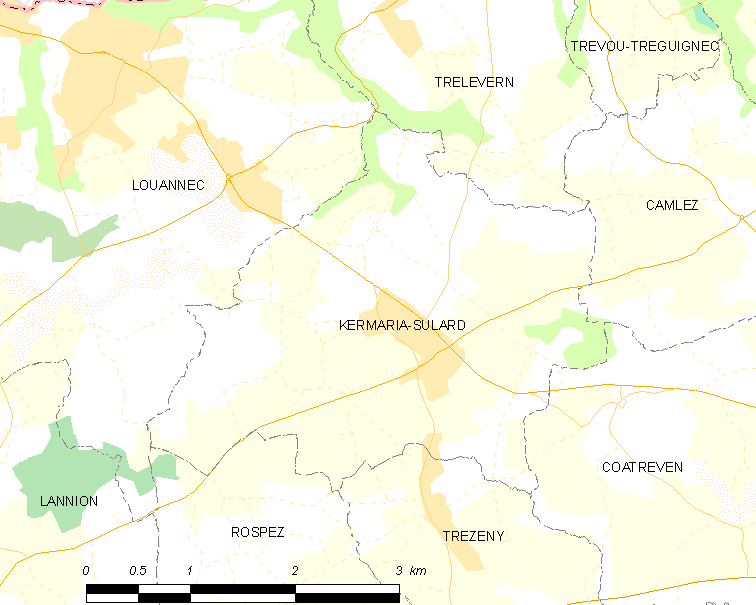
Карта коммуны